# Кыргызстан на летних Олимпийских играх 2004
Кыргызстан принимал участие на летних Олимпийских играх 2004 года, отправив в Афины 29 спортсменов в 9 видах спорта.

## Состав олимпийской сборной Кыргызстана

### Бокс
Спортсменов — 2
| Спортсмен         | Категория | 1/16                         | 1/8                  | Четвертьфиналы       | Полуфиналы           | Финал                | Место |
| Спортсмен         | Категория | Соперник Результат           | Соперник Результат   | Соперник Результат   | Соперник Результат   | Соперник Результат   | Место |
| ----------------- | --------- | ---------------------------- | -------------------- | -------------------- | -------------------- | -------------------- | ----- |
| Айбек Абдумомунов | До 54 кг  | Мехар Уллах (PAK) Пор. 22:36 | Завершил выступление | Завершил выступление | Завершил выступление | Завершил выступление |       |

| Спортсмен         | Категория | 1/16                                | 1/8                  | Четвертьфиналы       | Полуфиналы           | Финал                | Место |
| Спортсмен         | Категория | Соперник Результат                  | Соперник Результат   | Соперник Результат   | Соперник Результат   | Соперник Результат   | Место |
| ----------------- | --------- | ----------------------------------- | -------------------- | -------------------- | -------------------- | -------------------- | ----- |
| Асылбек Таласбаев | До 57 кг  | Луис Франко Васкес (CUB) Пор. 15:32 | Завершил выступление | Завершил выступление | Завершил выступление | Завершил выступление |       |

### Велоспорт

#### Шоссейный велоспорт
- Евгений Ваккер
  - Финал — 1:01:00.47 (23 место)

### Дзюдо
- Эркин Ибрагимов
  - Проиграл в 32 раунде

### Лёгкая атлетика
Спортсменов — 7

#### женщины
| Спортсмен        | Дисциплина | Предварительный раунд 1 | Предварительный раунд 1 | Предварительный раунд 2 | Предварительный раунд 2 | Полуфинал             | Полуфинал             | Финал                 | Финал                 |
| Спортсмен        | Дисциплина | Результат               | Место                   | Результат               | Место                   | Результат             | Место                 | Результат             | Место                 |
| ---------------- | ---------- | ----------------------- | ----------------------- | ----------------------- | ----------------------- | --------------------- | --------------------- | --------------------- | --------------------- |
| Елена Бобровская | 100 м      | 11.76                   | -                       | Закончила выступление   | Закончила выступление   | Закончила выступление | Закончила выступление | Закончила выступление | Закончила выступление |

| Спортсмен     | Дисциплина | Предварительный раунд 1 | Предварительный раунд 1 | Предварительный раунд 2 | Предварительный раунд 2 | Полуфинал             | Полуфинал             | Финал                 | Финал                 |
| Спортсмен     | Дисциплина | Результат               | Место                   | Результат               | Место                   | Результат             | Место                 | Результат             | Место                 |
| ------------- | ---------- | ----------------------- | ----------------------- | ----------------------- | ----------------------- | --------------------- | --------------------- | --------------------- | --------------------- |
| Оксана Лунёва | 400 м      | 52.94                   | -                       | Закончила выступление   | Закончила выступление   | Закончила выступление | Закончила выступление | Закончила выступление | Закончила выступление |

| Спортсмен    | Дисциплина            | Предварительный раунд 1 | Предварительный раунд 1 | Предварительный раунд 2 | Предварительный раунд 2 | Полуфинал             | Полуфинал             | Финал                 | Финал                 |
| Спортсмен    | Дисциплина            | Результат               | Место                   | Результат               | Место                   | Результат             | Место                 | Результат             | Место                 |
| ------------ | --------------------- | ----------------------- | ----------------------- | ----------------------- | ----------------------- | --------------------- | --------------------- | --------------------- | --------------------- |
| Галина Педан | 400 м с препятствиями | 52.02                   | -                       | Закончила выступление   | Закончила выступление   | Закончила выступление | Закончила выступление | Закончила выступление | Закончила выступление |

| Спортсмен        | Дисциплина | Предварительный раунд 1 | Предварительный раунд 1 | Предварительный раунд 2 | Предварительный раунд 2 | Полуфинал             | Полуфинал             | Финал                 | Финал                 |
| Спортсмен        | Дисциплина | Результат               | Место                   | Результат               | Место                   | Результат             | Место                 | Результат             | Место                 |
| ---------------- | ---------- | ----------------------- | ----------------------- | ----------------------- | ----------------------- | --------------------- | --------------------- | --------------------- | --------------------- |
| Татьяна Борисова | 1500 м     | 4:13.36                 | -                       | Закончила выступление   | Закончила выступление   | Закончила выступление | Закончила выступление | Закончила выступление | Закончила выступление |

| Спортсмен      | Дисциплина | Финал              | Финал |
| Спортсмен      | Дисциплина | Результат          | Место |
| -------------- | ---------- | ------------------ | ----- |
| Ирина Богачёва | марафон    | не дошла до финиша | -     |

| Спортсмен        | Дисциплина                               | Предварительный раунд 1 | Предварительный раунд 1 | Предварительный раунд 2 | Предварительный раунд 2 | Полуфинал             | Полуфинал             | Финал                 | Финал                 |
| Спортсмен        | Дисциплина                               | Результат               | Место                   | Результат               | Место                   | Результат             | Место                 | Результат             | Место                 |
| ---------------- | ---------------------------------------- | ----------------------- | ----------------------- | ----------------------- | ----------------------- | --------------------- | --------------------- | --------------------- | --------------------- |
| Татьяна Ефименко | прыжки в высоту (максимальный результат) | 1.89 м.                 | -                       | Закончила выступление   | Закончила выступление   | Закончила выступление | Закончила выступление | Закончила выступление | Закончила выступление |

#### мужчины
| Спортсмен       | Дисциплина | Финал     | Финал |
| Спортсмен       | Дисциплина | Результат | Место |
| --------------- | ---------- | --------- | ----- |
| Валерий Писарев | марафон    | 2:40.10   | 79    |

### Плавание
Спортсменов — 1
В следующий раунд на каждой дистанции проходили лучшие спортсмены по времени, независимо от места занятого в своём заплыве.
Мужчины
| Спортсмен       | Соревнование        | Предварительные заплывы | Предварительные заплывы | Полуфиналы | Полуфиналы | Финал     | Финал     |
| Спортсмен       | Соревнование        | Результат               | Место                   | Результат  | Место      | Результат | Место     |
| --------------- | ------------------- | ----------------------- | ----------------------- | ---------- | ---------- | --------- | --------- |
| Василий Данилов | 400 м вольный стиль | 4:15,32                 | 44                      |            |            | Не прошёл | Не прошёл |

### Современное пятиборье

#### мужчины
- Павел Уваров — 5016 очков (—> 22 место)

#### женщины
- Людмила Сироткина — 4928 очков (—> 23 место)